# Joy to the World
"Joy to the World" là một trong những ca khúc giáng sinh nổi tiếng và được yêu thích nhất. Nội dung của bài hát là thông điệp chuyển tải niềm vui và tình yêu thế chỗ cho tội lỗi và buồn đau. Bài thánh ca này nổi bật vì được phổ biến rộng khắp trong các giáo hội Cơ Đốc, và vì uy tín của những người sáng tác.
Lời của ca khúc được viết bởi Isaac Watts, dựa trên những ý tưởng từ Kinh Thánh. Phần âm nhạc được soạn lại bởi Lowell Mason từ một giai điệu đã có trước đó mà nhiều người tin là của Handel. Tuy nhiên, Handel không sáng tác toàn bộ giai điệu này.

## Những bản ghi âm nổi tiếng

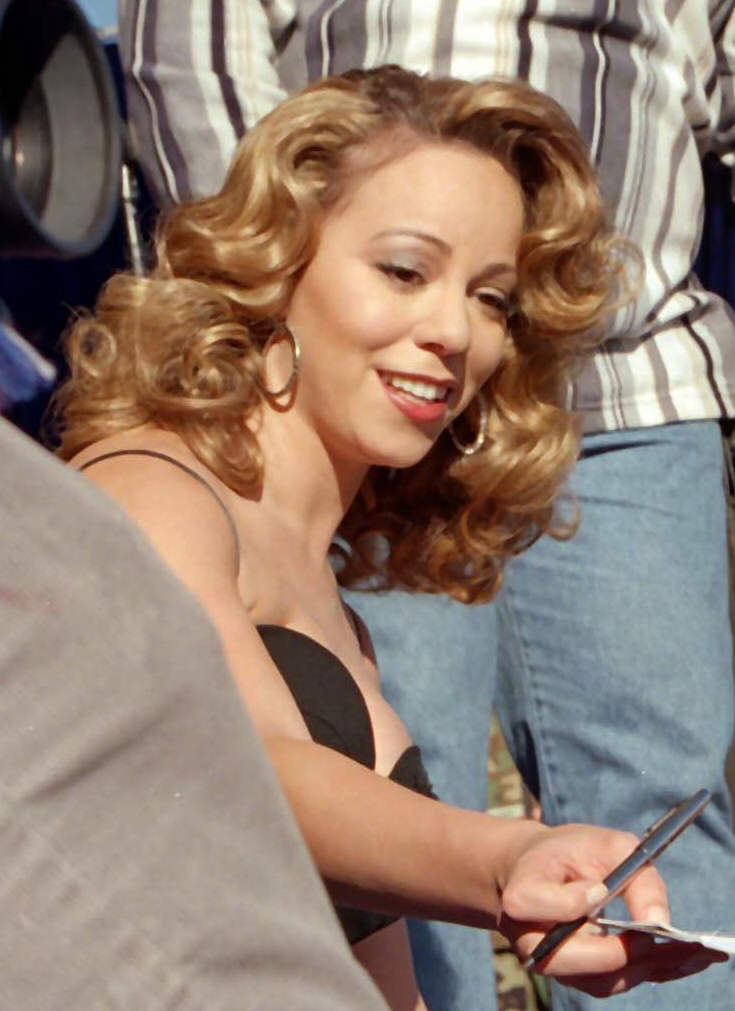
Mariah Carey, năm 1998.

Một trong những bản ghi âm thánh ca "Joy to the World" nổi tiếng nhất là bản hòa tấu của nhạc trưởng Percy Faith, ghi âm lần đầu vào năm 1954 cho "Music of Christmas" LP (Columbia CL 588), lần thứ hai vào năm 1959 (Columbia 8176).
Nhóm nhạc châu Âu rất được yêu thích Boney M. hát lại "Joy to the World" trong năm 1984, năm 1986 ca khúc này được tung ra thị trường quốc tế trong album The 20 Greatest Christmas Songs (Hai mươi Ca khúc Giáng sinh hay nhất)
John Rutter soạn ca khúc này theo phong cách Handel và ghi âm hai lần với ca đoàn Cambridge Singers, lần đầu cho album Christmas Star (1983), lần sau cho album Christmas with the Cambridge Singers (1989). Ngoài ra, các ca đoàn của Đại Giáo đường St. Paul và King's College, Cambridge cũng ghi âm phiên bản này của Rutter.
Năm 1997, Michael Bolton thể hiện "Joy to the World" theo dòng nhạc pop tại buổi hòa nhạc Giáng sinh hằng năm của Plácido Domingo tại Viên, Áo.
Hai cô con gái của nhà soạn nhạc người Bồ Đào Nha Jorge Ferreira, Alison và Elizabeth Marie trình bày ca khúc này trong album Giáng sinh Canta Natal (1994). 
Hợp tác với Walter Afanasieff, ca sĩ người Mỹ Mariah Carey trình bày lại bài thánh ca "Joy to the World" cho album thứ năm của cô, Merry Christmas. Phần soạn lại có thêm vào một ca khúc của nhóm nhạc Three Dog Night. Trong phiên bản của Carey, một ca khúc của Axton được dùng làm đoạn nối kết.
"Joy to the World" được phát hành như là đĩa đơn thứ ba từ album Merry Christmas tháng 12 năm 1994 và lần sau vào năm 1995.

## Ca từ
| Tiếng Anh Joy to the world! the Lord is come: Let earth receive her King; Let every heart prepare him room, And heaven and nature sing And heaven,and heaven and nature sing. Joy to the earth! the Savior reigns: Let men their songs employ, While fields and floods, rocks, hills and plains, Repeat the sounding joy Repeat,Repeat the sounding joy. He rules the world with truth and grace, And makes the nations prove The glories of his righteousness, And wonders of his love And wonders,wonders of his love. No more let sins and sorrows grow, Nor thorns infest the ground; He comes to make his blessings flow Far as the curse is found Far as,far as the curse is found. | Tiếng Việt Phước cho nhân loại! Chúa ta ra đời: Trần gian nghinh Vua vô đối; Kíp mở cửa lòng tiếp rước Con Trời, Bầu trời vạn vật hòa thinh, Bầu trời vạn vật hòa thinh. Trời đất xướng ca kính khen Vua mình. Phước cho nhân loại! Chúa nay cai trị: Muôn dân âu ca hoan hỉ, Hải đảo, sơn hà trỗi bản ca thì, Đồng hòa vận điệu mừng vui, Hòa khúc thánh ca hỉ hân muôn đời. Chúa đến tiêu diệt ác khiên bệnh tật, Tật lê không sinh trên đất; Chúa đến đem lại suối phước chân thật, Tràn ngập mọi vùng họa ương, Nguyền rủa biến ra phước âm thiên thượng. Lẽ chánh, ơn lành Chúa đem cai trị, Làm cho muôn dân khai trí, Thấy rõ vinh quang chính nghĩa trị vì, Lòng đại từ Ngài lạ thay! Từ ái Chúa ta cổ kim ai tày. |